# Окситанцы
Прованса́льцы (оксита́нцы, фр. Occitans) — этническая группа французов, проживающая в исторической области Окситания. Сегодня такой национальности нет, но в IX—XII веках в Южной Франции существовала такая народность, имевшая собственный язык, отличный от французского, и свою самобытную культуру. Новопровансальский язык сохранился теперь только в немногих районах в бытовой речи. Регион расселения провансальцев занимал почти треть современной Франции. Сюда, кроме Прованса, входили такие исторические провинции, как Руссильон, Фуа, Овернь, Гасконь, Беарн, Лимузен, Наварра, Аквитания и Гиень, а также Лангедок. Иногда название Лангедок относили ко всем этим землям.
Ланг д’ок значит «язык ок», в отличие от северофранцузского, который называли ланг д’ойль (язык ойль). Ок и ойль — это частица «да» на том и другом языках. Провансальский называют ещё окситанским, а народ — окситанцами. Он имел диалекты: собственно провансальский, руэргский, гасконский, лимузенский. На гасконском диалекте говорил известный по французским романам король Наварры, а позже и Франции, Генрих IV.
В средние века в Провансе процветала богатая литература, главным образом поэзия. Местные рыцари, участники крестовых походов, писавшие стихи, назывались трубадурами. Их язык являлся тогда международным языком Средиземноморья. В Провансе сложился культ «Прекрасной Дамы» и служения ей. Вероятно, этот культ «Прекрасной Дамы» был пережитком местных дохристианских верований, в частности, обычая поклонения Богине-Матери, или лунной богине, носившей у кельтов имя Кори, положенном, в частности, в основу учения неоязыческой религии Викка.
В период крестовых походов из Болгарии сюда проникли идеи секты богумилов. Здесь они получили название катаризма. Катар по-гречески — чистый. Они называли себя совершенными, отрицали догматы католической церкви, осуждали саму эту церковь, называя её «синагогой Сатаны». Это учение представляет собой гностицизм, сходный с восточными учениями, в основе которого — стремление к совершенству. Катары презрительно относились к сексу, и даже к браку. Как пишет Жерар де Сед, «Прекрасная Дама» — это иносказательно церковь катаров. Они имели свою церковь, своих епископов и священников. А служба рыцаря даме — это служба самой церкви и религии катаров.

Вариант флага Окситании, используемый современными окситанцами

Против катаров центральная королевская власть организовывала военные походы, катаров секли, казнили. В XIII веке в городе Альби появилось новое течение — альбигойцы, принявшие катаризм. Крестовый поход, известный, как Альбигойские войны, разрушил культуру Прованса. Она сохранилась к югу от Пиренеев, в Каталонии, так как каталонцы сильнее всего связаны с Провансом родственными узами. В XVI веке во Франции прошли жестокие религиозные войны. Король уничтожал протестантов (гугенотов или кальвинистов, как их здесь называли). Они также не признавали Римской церкви, требовали, чтобы проповеди читались на родном, французском языке, а не на латыни, которую простой народ не понимал. Они осуждали роскошь, носили скромную одежду, жили экономно, и тоже были подавлены, в чём в какой-то степени повторили судьбу катаров.
В XIX веке были попытки возродить провансальский язык, но безуспешные (писатель Фредерик Мистраль и др.)
Знаменитые трубадуры: Гильом Аквитанский, граф Пуатье (1071—1126), Бертран де Борн, Джираут де Борнель (1165—1200), Гильом де Кабестань, Раймбаут де Вакейрас (1155—1205), Бертран де Вентадорн.